# Реальні інвестиції
Реальні інвестиції - вкладення коштів у реальні активи: як матеріальні, так і нематеріальні (інноваційні інвестиції). Реальні інвестиції також можуть підрозділятися з точки зору етапу розвитку господарюючого суб'єкта і цілей їх здійснення на:
- нетто-інвестиції або нульові інвестиції - це капіталовкладення, що спрямовуються на утворення об'єкта інвестування.
- реінвестиції або інвестиції відновлення.
- екстенсивні інвестиції - це інвестиції, які направляються на розширення сфери діяльності об'єкта інвестування, а саме - організація дочірніх підприємств, відкриття філій, представництв, розширення асортименту продукції, що випускається, збільшення обсягів виробництва, організація нових видів діяльності і т.д.

Також існує інша класифікація реальних інвестицій на:
- Безпосередні інвестиції – це інвестиції в основні виробничі засоби, нематеріальні активи та оборотні засоби. Інвестиції в основні засоби передбачають: придбання (виготовлення) нового обладнання; модернізацію існуючого обладнання; будівництво й реконструкцію будівель і споруд; технічне переозброєння; нове технологічне оснащення діючого обладнання. Інвестиції в оборотні кошти передбачають забезпечення: нових і додаткових виробничих запасів; нових і додаткових запасів готової продукції; збільшення рахунків дебіторів (боржників). Інвестиції в нематеріальні активи передбачають придбання нової технології (патенту, ліцензії) чи торговельної марки (бренду).
- Супутні  інвестиції – це інвестиції в об’єкти, територіально і функціонально пов’язані з цільовим виробничим об’єктом (мережі електропередач, каналізації, вкладення в охорону навколишнього середовища, соціальну інфраструктуру тощо).

( Інвестиції в науково-дослідницькі роботи забезпечують і супроводжують інвестиційний проект, тобто це матеріальні ресурси, необхідні для проведення передпроектних досліджень, а також оборотні засоби для забезпечення поточної діяльності науково-дослідної організації, яка працює за замовленням підприємства.